# 1965年越南共和國政變
1965年南越政變，發生於1965年2月19日，一些越南共和國陸軍在林文發和范玉草的率領下，發動反對阮慶將軍領導的軍政府的政變。政變者希望讓阮慶的政敵、現任駐美國大使陳善謙掌權。這場政變陷入僵局，雖然政變者未能上臺，但阮正詩和阮高祺領導的一些軍官反對雙方的陰謀，在美國的支持下，透過軍事委員會罷免了阮慶。